# Bad Girls (dal)
A Bad Girls egy dal M.I.A. brit énekesnőtől, mely 2012. január 31-én jelent meg az Interscope Records gondozásában. Maya "M.I.A." Arulpragasam, Marcella Araica és Danja szerezte, producere utóbbi volt. A Vicki Leekx mixtape-n is megjelent egy rövidebb változat a dalból; a mix 2010. december 31-én jelent meg ingyenesen letölthetően. A szám M.I.A. negyedik, várhatóan 2012 nyarán megjelenő albumának első kislemeze. Digitálisan letölthetően jelent meg, és a rádiók is ugyanezen napon kezdték sugározni. Videóklipjét Romain Gavras rendezte, Ouarzazateben (Marokkóban) rendezték, 2012. február 3-án jelent meg.

## Háttér
A Bad Girls M.I.A. Vicki Leekx elnevezésű mixtape-jén is megjelent, melyet 2010. december 31-én adtak ki, harmadik, /\/\ /\ Y /\ című albumát követve. Maya "M.I.A." Arulpragasam, Nate "Danja" Hills és Marcella Araica szerezte a számot, producere Danja volt. A számot Miamiban vették fel. 2012. január 31-én jelent meg a kislemez borítója, előtte egy nappal pedig képek jelentek meg M.I.A.-ról és néhány közreműködőjéről.

## Kiadás
2012. január 30-án debütált a dal a SoundCloud oldalán. Ugyanezen a napon a BBC Radio 1 sugározta először. Zane Lowe az egyik legjobb felvételnek nevezte a dalt. Greg James a "DJ's Big Things"-re nevezte a számot 2012. február 15-én. Másnap iTunes-on is megjelent.

## Videóklip
M.I.A. Twitteren jelentette be, klipet forgatott a dalhoz Romain Gavras rendezésében, akivel már a 2010-es Born Free klipjén dolgozott közösen. M.I.A. hivatalos weboldalára két fénykép került fel a klip forgatásáról 2012. február 2-án. A Noisey YouTube csatornáján debütált a videó ugyanezen a napon.  Február 5-én VEVO-ra is felkerült, ahol 5 milliós nézettséget ért el, míg előző már a 11 milliót is túllépte.

## Számlista
Brit digitális letöltés
1. Bad Girls – 3:48

## Megjelenések
| Ország           | Dátum             | Formátum           | Kiadó      |
| ---------------- | ----------------- | ------------------ | ---------- |
| Egyesült Államok | 2012. január 31.  | Digitális letöltés | Interscope |
| Világszerte      | 2012. február 1.  | Digitális letöltés | Interscope |
| Egyesült Államok | 2012. február 28. | Rádió              | Interscope |